# エヴァリスト・カルペンティエ
エヴァリスト・カルペンティエ（Évariste Carpentier、1845年12月2日 - 1922年9月22日）はベルギーの画家である。はじめアカデミック美術のスタイルの画家であったが、フランスの印象派、新印象派の画家たちの影響を受けて、ベルギーで「Luminisme（ルミニスム）」 と呼ばれるスタイルを代表する画家になった。

## 略歴
ウェスト＝フランデレン州のクールネ(Kuurne)の農家に生まれた。コルトレイクの美術学校で学んだ後、アントウェルペンの美術アカデミーに入学し、歴史画家のニケーズ・ド・ケイゼルに学んだ。歴史画や風俗画を描き、アカデミーでは3年間の間に2度、賞を受賞し、1866年にはアカデミーにスタジオ用の部屋を与えられた。
アントウェルペンにスタジオを開き、風俗画や歴史画を描いた。1880年に友人の画家、ヤン・ファン・ベールスとパリに移り、パリでも歴史画を描き、フランス革命時のヴァンデの反乱を題材にした作品などで、画家として人気を得たが、1880年代半ばから、田舎の風景を描くようになった。ベルギーやフランスの田園地帯を旅し風景画を描いた。1888年にベルギー、リエージュ州のヴェルヴィエで結婚し、La Hulpeに住むようになった。
1897年にリエージュの王立美術アカデミー(Académie royale des beaux-arts de Liège)の教授になり、1919年までその仕事を続けた。カルペンティエの教えた学生にはルドヴィック ・ジャンセン(Ludovic Janssen: 1888-1954)やアルマン・ジャマール(Armand Jamar 1870 1946)らがいる。1904年にアカデミーの校長になった。
リエージュで没した。

## 作品

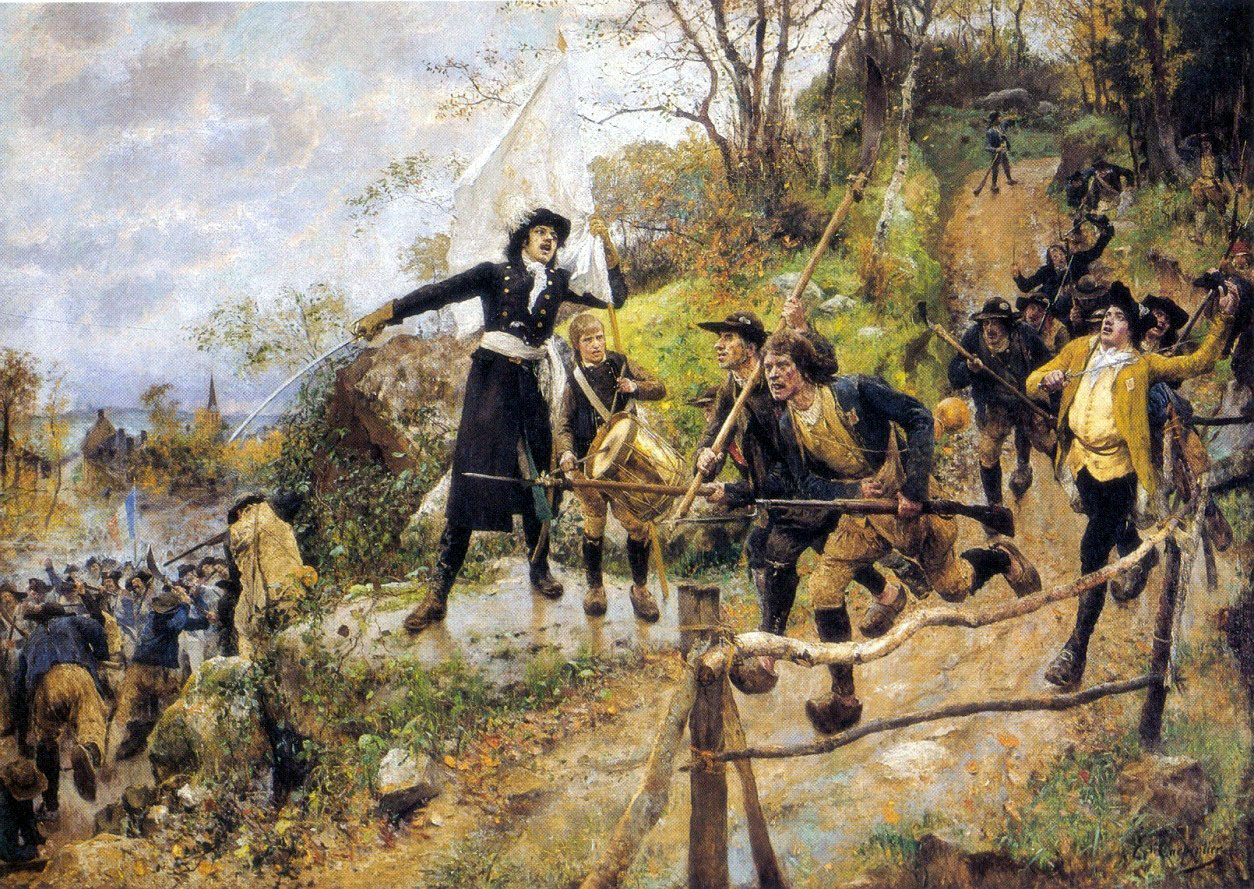
ヴァンデの反乱
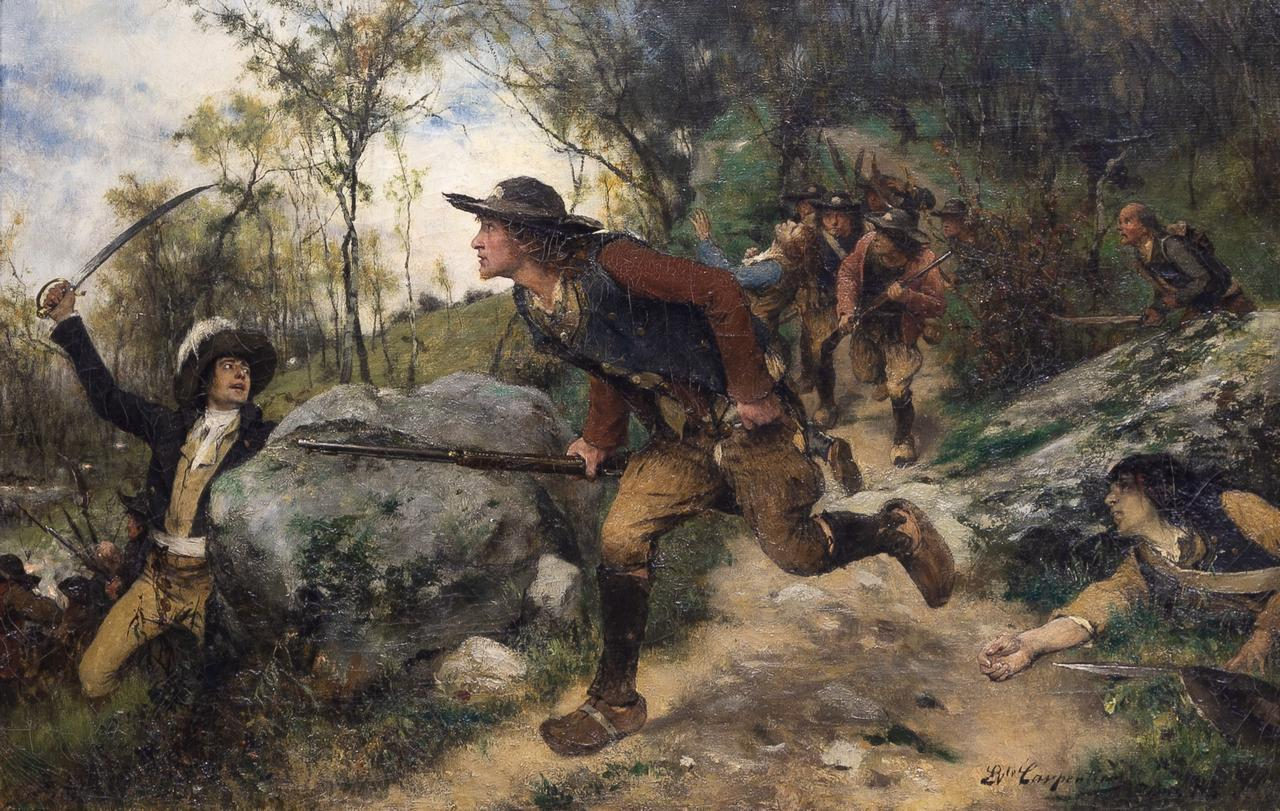
ヴァンデの反乱
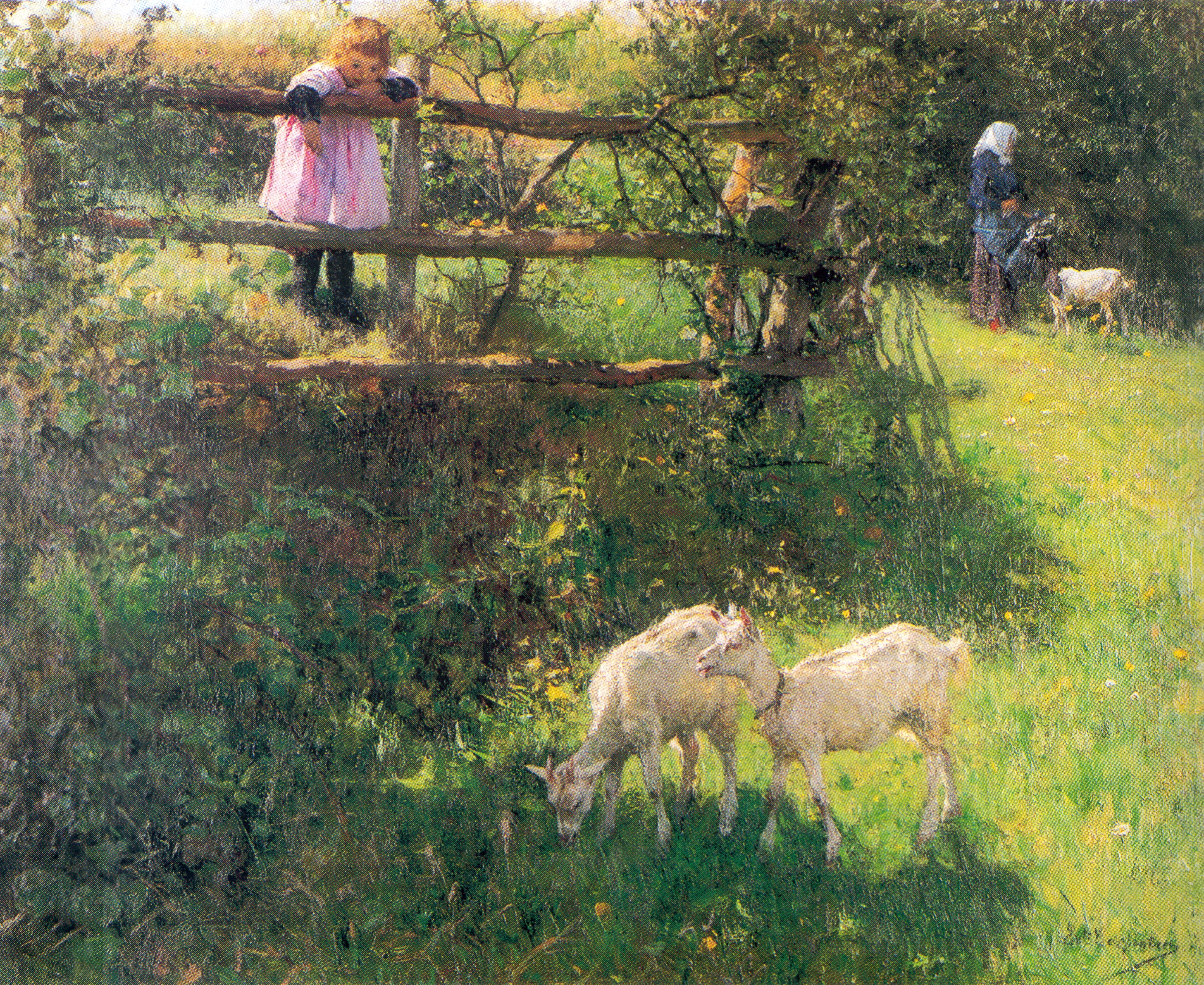
子ヤギ

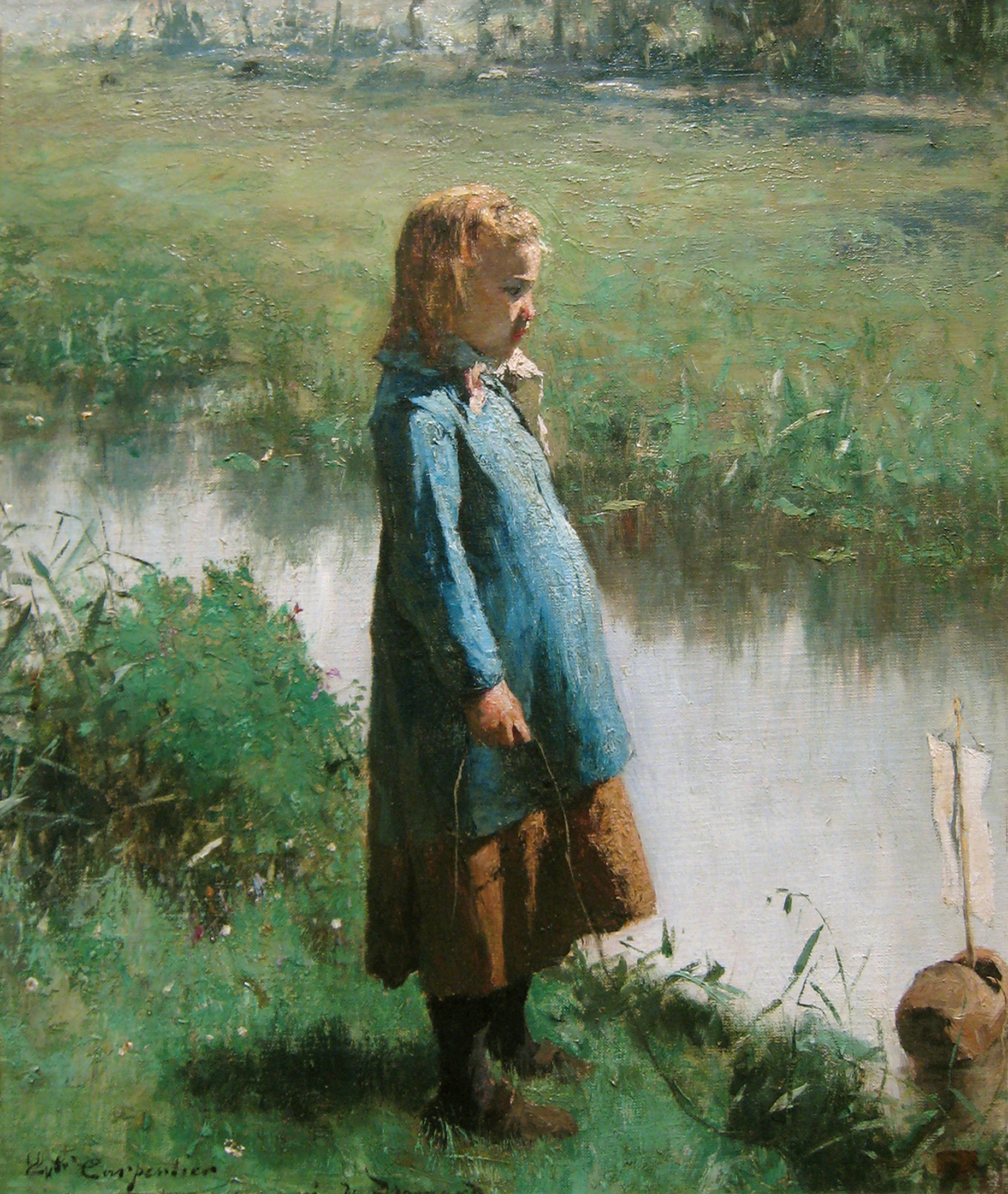
遊んでいる子供
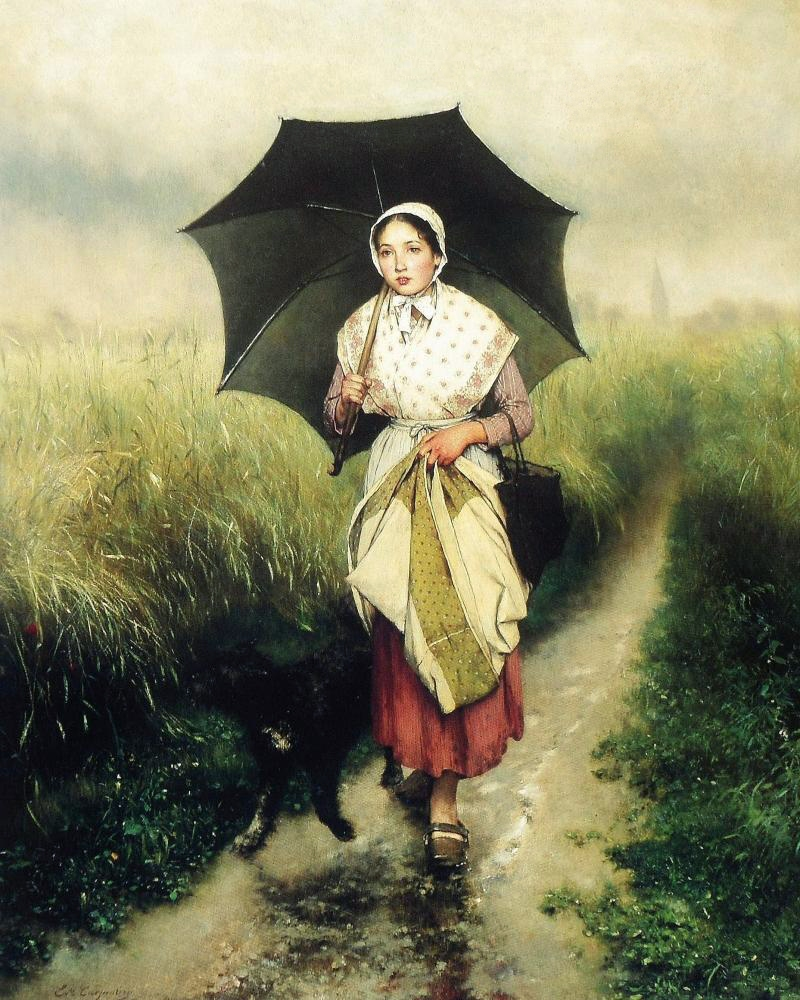
雨の中の少女 (1880)
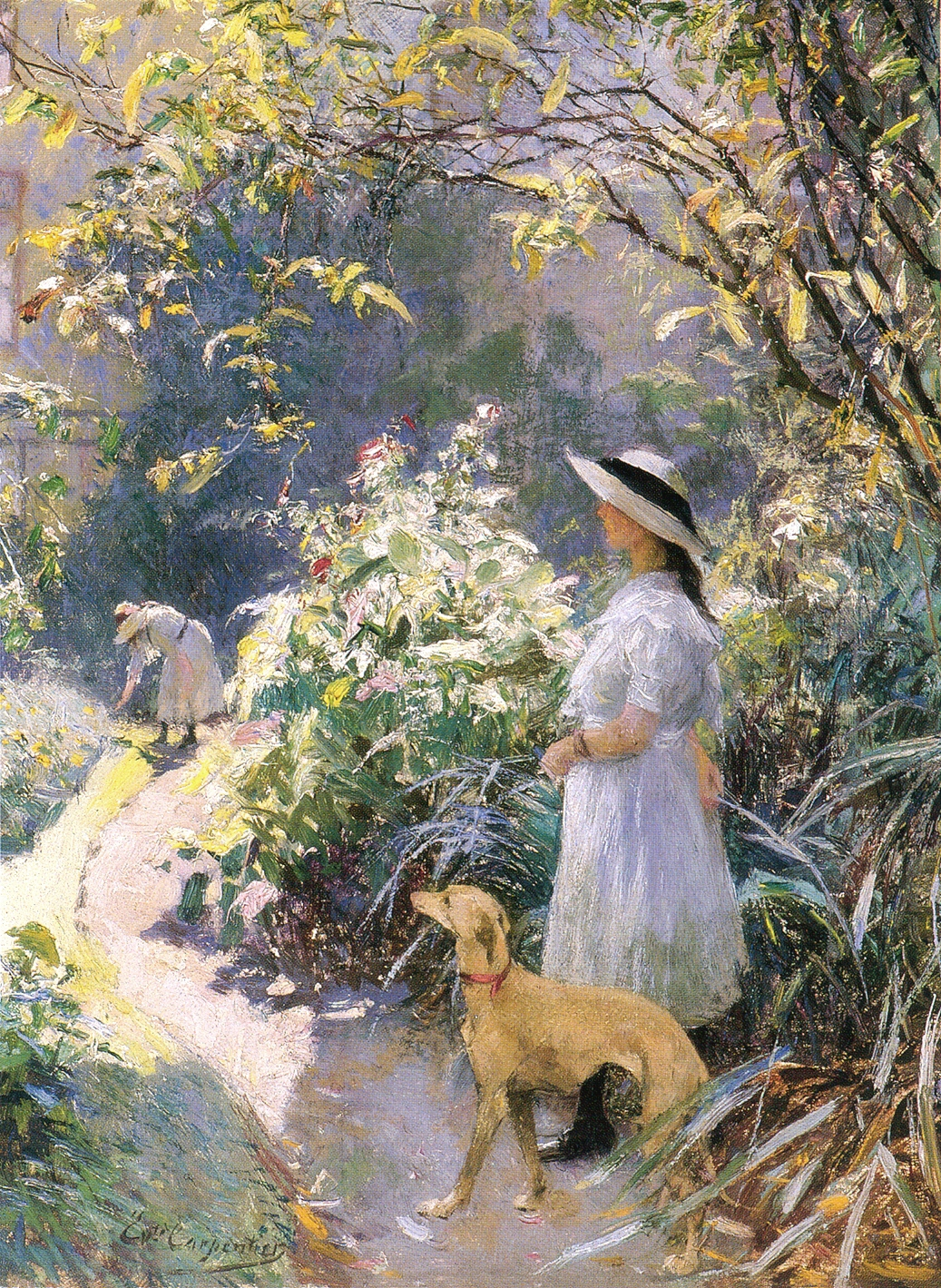
庭の少女とグレイハウンド
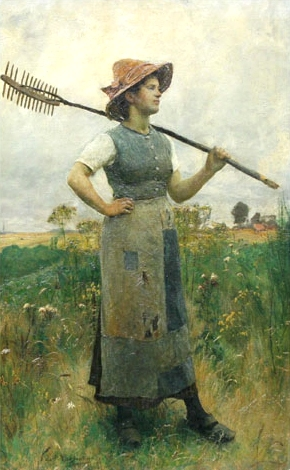
田園の少女